# Nationaal park Parnitha
Nationaal park Parnitha (Grieks: Εθνικός δρυμός Πάρνηθας, Ethnikós drumós Párnithas) is een nationaal park in Griekenland. Het park werd opgericht in 1961 en is 3812 hectare groot. 
De berg Parnitha die het park zijn naam geeft is 1413 m hoog en is daarmee de hoogste berg in Attica. Het gebergte ligt dertig kilometer ten noorden van Athene en is dichtbebost. In de bossen van Parnitha groeit Aleppoden, Griekse zilverspar, steeneik en hulsteik. 30 zoogdiersoorten leven in het park, waaronder edelhert en vos. In het park komen ook meer dan 800 plantensoorten voor (onder andere lelie, krokus en tulp). Het gebergte omvat de toppen Mavrovouni (Μαυροβούνι), Ornio (1350 m), Area (1160 m), Avgo of Avgho (1150 m) en Xerovouni (Ξεροβούνι). Op 28 juni 2007 werd het nationaal park getroffen door een grote brand, waarbij 80% verwoest werd.